# Bharthana
Bharthana ist eine Stadt im indischen Bundesstaat Uttar Pradesh.
Die Stadt ist Teil des Distrikts Etawah. Bharthana hat den Status eines Nagar Palika Parishad. Die Stadt ist in 25 Wards gegliedert. Sie hatte am Stichtag der Volkszählung 2011 insgesamt 44.120 Einwohner, von denen 23.213 Männer und 20.907 Frauen waren. Hindus bilden mit einem Anteil von über 91 % die größte Gruppe der Bevölkerung in der Stadt gefolgt von Muslimen mit über 8 %. Die Alphabetisierungsrate lag 2011 bei 86,48 %.